# Кубок Росії з футболу 2008—2009
Кубок Росії з футболу 2008–2009 — 17-й розіграш кубкового футбольного турніру в Росії. Титул вдруге поспіль здобув ЦСКА.

## Календар
| Раунд            | Дата                       | Матчі | Клуби     |
| ---------------- | -------------------------- | ----- | --------- |
| Попередній раунд | 16-27 квітня 2008          | 11    | 123 → 112 |
| Перший раунд     | 29 квітня - 18 травня 2008 | 34    | 112 → 78  |
| Другий раунд     | 21-29 травня 2008          | 20    | 78 → 58   |
| Третій раунд     | 7-13 червня 2008           | 10    | 58 → 48   |
| Четвертий раунд  | 30 червня - 1 липня 2008   | 16    | 48 → 32   |
| 1/16 фіналу      | 5-6 серпня 2008            | 16    | 32 → 16   |
| 1/8 фіналу       | 23-24 вересня 2008         | 8     | 16 → 8    |
| 1/4 фіналу       | 15-22 квітня 2009          | 4     | 8 → 4     |
| 1/2 фіналу       | 6-13 травня 2009           | 2     | 4 → 2     |
| Фінал            | 31 травня 2009             | 1     | 2 → 1     |

## 1/16 фіналу
| Команда 1                         | Рахунок         | Команда 2        |
| --------------------------------- | --------------- | ---------------- |
| 5 серпня 2008                     |                 |                  |
| Зміна (Комсомольськ-на-Амурі) (3) | 1:1 дч пен. 3:5 | Рубін            |
| 6 серпня 2008                     |                 |                  |
| СКА-Енергія (2)                   | 1:1 дч пен. 1:4 | Амкар            |
| Сибір (2)                         | 1:0             | Зеніт            |
| Газовик (3)                       | 2:2 дч пен. 3:5 | Крила Рад        |
| Анжі (2)                          | 2:3             | Терек            |
| Торпедо (Владимир) (3)            | 1:4             | ЦСКА             |
| Волга (Нижній Новгород) (3)       | 1:1 дч пен. 4:3 | Сатурн           |
| КАМАЗ (2)                         | 1:5             | Том              |
| Металург (Липецьк) (3)            | 0:2             | Локомотив        |
| СКА (Ростов-на-Дону) (2)          | 3:2 дч          | Хімки            |
| Витязь (2)                        | 2:1             | Спартак-Нальчик  |
| Динамо (Брянськ) (2)              | 1:2             | Спартак (Москва) |
| Салют-Енергія (2)                 | 0:1             | Шинник           |
| Аланія (2)                        | 1:3             | Москва           |
| Балтика (2)                       | 3:0             | Промінь-Енергія  |
| Кубань (2)                        | 0:1             | Динамо (Москва)  |

## 1/8 фіналу
| Команда 1       | Рахунок         | Команда 2                   |
| --------------- | --------------- | --------------------------- |
| 23 вересня 2008 |                 |                             |
| Динамо (Москва) | 2:0             | СКА (Ростов-на-Дону) (2)    |
| 24 вересня 2008 |                 |                             |
| Том             | 2:2 дч пен. 4:1 | Волга (Нижній Новгород) (3) |
| Локомотив       | 1:0             | Витязь (2)                  |
| Москва          | 3:0             | Терек                       |
| Крила Рад       | 0:2             | Сибір (2)                   |
| Шинник          | 1:2             | Спартак (Москва)            |
| ЦСКА            | 1:0             | Балтика (2)                 |
| Рубін           | 0:0 дч пен. 4:1 | Амкар                       |

## 1/4 фіналу
| Команда 1        | Рахунок | Команда 2       |
| ---------------- | ------- | --------------- |
| 15 квітня 2009   |         |                 |
| Рубін            | 2:0     | Сибір (2)       |
| Спартак (Москва) | 0:3     | Динамо (Москва) |
| 22 квітня 2009   |         |                 |
| Локомотив        | 0:1     | ЦСКА            |
| Москва           | 2:1     | Том             |

## 1/2 фіналу
| Команда 1       | Рахунок         | Команда 2 |
| --------------- | --------------- | --------- |
| 6 травня 2009   |                 |           |
| Москва          | 0:1             | Рубін     |
| 13 травня 2009  |                 |           |
| Динамо (Москва) | 2:2 дч пен. 5:6 | ЦСКА      |

## Фінал
| 31 травня 2009 13:00 (EEST) |

| Рубін | 0:1      | ЦСКА          |
| ----- | -------- | ------------- |
|       | Протокол | Алдонін 90+1' |

| Арена Хімки, Хімки Глядачів: 13 000 Арбітр: Станіслав Сухина |